# Fort Savage Raiders
Fort Savage Raiders è un film del 1951 diretto da Ray Nazarro.
È un western statunitense con Charles Starrett, Smiley Burnette, John Dehner, Trevor Bardette e Peter M. Thompson. Fa parte della serie di film western della Columbia incentrati sul personaggio di Durango Kid.

## Produzione
Il film, diretto da Ray Nazarro su una sceneggiatura di Barry Shipman, fu prodotto da Colbert Clark per la Columbia Pictures e girato dal 13 al 21 settembre 1950.

## Distribuzione
Il film fu distribuito negli Stati Uniti dal 15 marzo 1951 (première l'8 marzo) al cinema dalla Columbia Pictures.
Altre distribuzioni:
- in Portogallo il 6 maggio 1957 (Forte Selvagem)
- in Brasile (Avalanche de Sangue)